# 桜林美佐
桜林 美佐（さくらばやし みさ、1970年〈昭和45年〉4月26日 - ）は、日本の防衛問題研究家、アナウンサー。
サンミュージックプロダクション所属。

## 略歴
東京都出身で、日本大学藝術学部放送学科卒業後の1994年（平成4年）にテレビ埼玉『常盤6丁目情報局』のアシスタントオーディションに合格し、フリーアナウンサーとして活動するも1998年（平成8年）にテレビ番組ディレクターへ転身する。2001年（平成13年）に三重テレビ「岡三投資情報」のキャスターに選出されて再びキャスターとして活動する。2006年（平成18年）に自身初のノンフィクション小説『奇跡の船「宗谷」』を執筆する。現在は防衛問題研究家として安全保障・国防問題などを中心に取材して執筆している。国家基本問題研究所客員研究員。
2018年7月27日配信の『上念司の経済ニュース最前線』で結婚を発表した。

## 著書
- 『奇跡の船「宗谷」』並木書房、2006年10月1日。ISBN 978-4890632060。
- 『海をひらく』並木書房、2008年9月17日。ISBN 978-4890632336。
- 『終わらないラブレター』PHP研究所、2009年8月16日。ISBN 978-4569770932。
- 『誰も語らなかった防衛産業』並木書房、2010年8月2日。ISBN 978-4890632596。
  - 『誰も語らなかった防衛産業 増補版』並木書房、2012年9月28日。ISBN 978-4890632930。
- 『日本に自衛隊がいてよかった　自衛隊の東日本大震災』産経新聞出版、2011年9月11日。ISBN 978-4819111416。
- 『ありがとう、金剛丸 ～星になった小さな自衛隊員～』ワニブックス、2012年3月1日。ISBN 978-4847090585。
- 『武器輸出だけでは防衛産業は守れない』並木書房、2013年7月15日。ISBN 978-4890633074。
- 『自衛隊と防衛産業』並木書房、2014年7月23日。ISBN 978-4890633180。
- 『自衛隊の経済学』イースト・プレス〈イースト新書〉、2015年10月10日。ISBN 978-4781650609。
- 『自衛官の心意気 そのとき、彼らは何を思い、どう動いたか』PHP研究所、2017年5月23日。ISBN 978-4569826813。
  - 尾崎行雄記念財団「咢堂ブックオブザイヤー2017特別賞」受賞
- 『ジャーナリスト桜林美佐が迫る自衛隊[陸・海・空]の実像 自衛官24万人の覚悟を問う』テーミス、2017年7月24日。ISBN 978-4901331319。

## 制作
テレビ
- はなまるマーケット（TBSテレビ）
- NONFIX（フジテレビ）ナレーター
- 大人の楽園 (TOKYO MX) 構成作家・ナレーター
- 東京の窓から（TOKYO MX）構成作家

ラジオ
全てニッポン放送
- 夢叶う日まで ～ 割りばし事故は問いかける
- 上柳昌彦のお早うGoodDay!　-ザ・特集- リポーター　2008年5月
- 時効という名の壁 ～未解決事件遺族の願い～ -　構成作家　2009年  平成21年日本民間放送連盟賞"NAB Awards 2009" 番組部門ラジオ報道番組 優秀を受賞

## 出演
テレビ
- 武田鉄矢の週刊鉄学（朝日ニュースター）
- ひるおび!（TBSテレビ）
- たかじんのそこまで言って委員会（読売テレビ）2011年2月13日、2013年1月27日
- たかじんNOマネー〜人生は金時なり〜（テレビ大阪）2012年4月14日、2013年6月22日
- NMBとまなぶくん（関西テレビ）2014年1月23日
- 朝まで生テレビ!（テレビ朝日）2014年7月25日
- ホンマでっか!?TV（フジテレビ）2018年1月10日(防衛問題評論家として)

ラジオ
- 上柳昌彦 ごごばん!（ニッポン放送）リポーター
- 松本ひでお 情報発見 ココだけ（ニッポン放送、月曜日ニュース担当）
- 〜今日も一日〜 Good Job ニッポン（ニッポン放送、月曜日ニュース担当）
- バカリズムのオールナイトニッポンGOLD（ニッポン放送、ニュース担当）
- ショウアップナイタープレイボール（ニッポン放送、月曜日ニュース担当）
- 山口良一 今日もいきいきあさ活ニッポン（ニッポン放送、火曜日ニュース担当）
- 高嶋ひでたけのあさラジ!（ニッポン放送、火曜日ニュース担当）
- 垣花正のあなたとハッピー!（ニッポン放送、火曜日ニュース担当）
- ニュース探究ラジオ Dig（TBSラジオ）

ネット
- チャンネルくらら
  - 桜林美佐の国防ニュース最前線（2015年6月-）毎週金曜日18時更新→毎週土曜日18時更新
  - 上念司の経済ニュース最前線（2015年4月-）毎週金曜日18時更新

舞台
- ひとり語り会　森田銀月と共演（九段会館）